# Lori Nelson Spielman
Lori Nelson Spielman (* 30. April 1961) ist eine US-amerikanische Schriftstellerin.

## Leben
Lori Nelson Spielman ist die Tochter von Frank und Joan Nelson. Sie hat an der Central Michigan University ein Bachelorstudium absolviert und anschließend an der Michigan State University den Masterabschluss erreicht. Zuerst war sie Logopädin und Vertrauenslehrerin (guidance counselor). Heute arbeitet sie als Hauslehrerin und Schriftstellerin und lebt mit ihrem Mann in East Lansing, Michigan.

## Werk
Ihr 2013 erschienener Erstlingsroman The Life List war auf Anhieb ein Erfolg und wurde bisher (Stand 2014) in 16 Sprachen übersetzt. Die deutsche Ausgabe unter dem Titel Morgen kommt ein neuer Himmel war 2014 in Deutschland mit fast 600.000 gedruckten Exemplaren und 100.000 E-Books das meistverkaufte Buch in der Sparte Belletristik, in Israel erreichte es ebenfalls die Top Ten. Fox 2000 Pictures hat die Rechte zur Verfilmung erworben.
2014 gewann Morgen kommt ein neuer Himmel den LovelyBooks Leserpreis in der Kategorie Liebesroman.
2015 erschien mit Nur einen Horizont entfernt ihr zweiter Roman, der im Mai 2015 zuerst in Deutschland noch vor den Vereinigten Staaten erschien und auf der Spiegel-Bestsellerliste direkt an der Top-Position einstieg.
Ihr Roman The Life List wurde 2024 für Netflix mit Sofia Carson in der Hauptrolle unter dem deutschen Titel Morgen kommt ein neuer Himmel von Regisseur und Drehbuchautor Adam Brooks verfilmt.

## Werke
- The Life List. Penguin Publishing Group 2014
  - Morgen kommt ein neuer Himmel (Aus dem Amerikanischen von Andrea Fischer) Fischer Krüger Verlag 2014, ISBN 978-3-8105-1330-4
- Sweet Forgiveness Penguin Publishing Group 2015
  - Nur einen Horizont entfernt. (Aus dem Amerikanischen von Andrea Fischer) Fischer Krüger Verlag 2015, ISBN 978-3-8105-2395-2
- Und nebenan warten die Sterne. Fischer  2016, ISBN 978-3-596-03477-2
- Heute schon für morgen träumen. Krüger 2018, ISBN 978-3-8105-3062-2